# Gilles Warembourg
Gilles Warembourg est un écrivain français né le 14 juillet 1953 à Arras. 
C'est un militant de la cause animale.

## Référence
- Et si l'aventure humaine devait échouer Théodore Monod

## Œuvre

### Essai
- Les Ombres de la caverne (éditions La Bruyère 2004), Essai

### Romans et nouvelles
- Les Escamoteurs (éditions du Riffle 2007) Roman
- Chroniques posthumes (éditions du Riffle, 2008) Nouvelles
- L’Œil du calamar (éditions Atria, 2008). SF. Anticipation. Réédité en 2012 sous le titre Le syndrome U.G.A.
- L'Éllipse (éditions Atria, 2011) S.F.
- Le Pactole (éditions Quart-Monde, 2011) , microfictions
- Chroniques posthumes 2 (éditions du Riffle, 2011) Nouvelles
- Le Syndrome U.G.A. [réédition de L'œil du Calamar] (éditions Atria, 2012). SF. Anticipation
- Chat quantique et Picon bière (éditions du Riffle, 2012) Roman
- Monsieur Georges [Flandre Noire (Ravet-Anceau 2008) - Chiens Méchants] (éditions Atria, janvier 2013)
- Contre-Courant (Coécrit avec Paule Buteau) (éditions Atria collection Témoignages, janvier 2014)
- Pi étoile (éditions MVO février 2024)
- Unus Mundus (éditions L'Harmattan) avril 2025

## Récompenses
- Les Escamoteurs : Prix du Roman de la Renaissance française Nord - Pas-de-Calais 2007.
- Chroniques posthumes : Prix de la ville de la Bassée 2009, Prix de la nouvelle, renaissance française du Nord - Pas-de-Calais 2008
- Flandre Noire  : (Chiens Méchants - Manuscrit) Grand Prix du scénario Write-Movies Los Angeles 2008 ; Prix d’honneur de l’académie littéraire de Provence 2010 ;  nommé pour le Grand Prix de la littérature policière 2008, sous le titre de Flandre Noire, Prix de la Renaissance Française Roman Historique 2008.
- Le Syndrome U.G.A.: Prix d'honneur de l'Académie littéraire de Provence 2009, Nomination Planète Bleue 2009 (Nausica Majuscule) sous son précédent titre L'œil du Calamar
- Monsieur Georges prix Carl 2015 Université de Tourcoing Métiers du Livre